# Dumitru Burlan
Dumitru Burlan (Licurici, 11 maggio 1939) è un ex militare rumeno.
Fu un colonnello della Securitate che scrisse numerosi libri sull'attività e sull'organizzazione di essa durante il periodo di Ceausescu. Fu il capo delle guardie del corpo di quest'ultimo.